# 阿歷斯·韋堅遜
阿歷斯·韋堅遜（Alex Wilkinson，1984年8月13日—）澳洲足球運動員，司職中場。現時為澳洲悉尼足球會及澳洲國家足球隊球員。2005年起效力於中岸水手，曾於2011年被中岸水手外借到江蘇舜天。2012年轉投全北現代汽車。2014年世界盃獲選入澳洲國家隊最終23人名單。